# 夏谷美希
夏谷 美希（なつたに みき、11月17日 - ）は、日本の女性声優。東京都町田市出身。ケンユウオフィス所属。

## 略歴
プロダクション・エースを経て、ケンユウオフィスに所属。

## 人物
声域はメゾソプラノ。趣味には生物観察、人形、ロードバイクをそれぞれ挙げている。特技にはバドミントン、野生動物と触れ合うことをそれぞれ挙げている。

## 出演
太字はメインキャラクター。

### テレビアニメ
2018年
- デビルズライン（女子学生）
- おしりたんてい（2018年 - 2023年、ヒロ・ラッコー、カバおばあちゃん、住人、ブタ女優、ブーコ 他）
- Caligula -カリギュラ-（女子生徒）
- Back Street Girls -ゴクドルズ-（カレー屋店主）

2019年
- どろろ（子供）
- パパだって、したい（女性2）

2020年
- 織田シナモン信長（ラッキーの飼い主）
- うちタマ?! 〜うちのタマ知りませんか?〜（子ども）
- 彼女、お借りします（2020年 - 2025年、木ノ下晴美） - 3シリーズ
- 体操ザムライ（生徒A）

2021年
- 名探偵コナン（山梨秋穂）

2022年
- 新米錬金術師の店舗経営（サラサの母〈シャロン・フィード〉）
- アイドリッシュセブン Third BEAT!（アナウンサー）

2023年
- 魔法使いの嫁 SEASON2（メイ・アトウッド） - 2シリーズ
- 七つの大罪 黙示録の四騎士（妖精）

2024年
- ダンジョン飯（村人6）
- シンカリオン チェンジ ザ ワールド（ソウタ）
- 株式会社マジルミエ（キャスター）
- ハイガクラ（白珠龍の義母）
- トリリオンゲーム（駆け寄る女性）

2025年
- 俺だけレベルアップな件 Season 2 -Arise from the Shadow-（担任）
- 異修羅（先触れのフリンスダ）
- ポケットモンスター（宿泊客、ドララ）
- ヴィジランテ-僕のヒーローアカデミア ILLEGALS-（猫ヴィラン）
- 阿波連さんははかれない season2（老婦人）

### 劇場アニメ
- 怪獣娘（黒）〜ウルトラ怪獣擬人化計画〜（2018年、同級生A）
- 映画 おしりたんてい シリーズ （2019年 - 2022年、べにいもも、スフーレ島の子供たち、かめのこうじうみ） - 3作品[一覧 3]
- おそ松さん〜魂のたこ焼きパーティーと伝説のお泊り会〜（2023年、女性B）
- 北極百貨店のコンシェルジュさん（2023年）

### Webアニメ
- 世のため人のためアニメシリーズ（2019年、はんじゅくん）

### ゲーム
2009年
- おきらくシリーズ（おばあちゃん）

2015年
- Orc Attack
- Fallout 4

2016年
- ウィッチャー3ワイルドハント DLC 血塗られた美酒（アンナ・ヘンリエッタ）
- ディスオナード2

2018年
- グウェント

2019年
- ディビジョン2
- RAGE 2

2022年
- デュエル・マスターズ プレイス（スピア・ルピア、時空の雷龍チャクラ / 雷電の覚醒者グレート・チャクラ、熱湯グレンニャー 他）

2023年
- ヘブンバーンズレッド（猫C）
- ドラゴンクエストモンスターズ3 魔族の王子とエルフの旅

2024年
- ユニコーンオーバーロード（ドラケンガルド賢人、傭兵（タイプC）/ NPC）

### ドラマCD
- 最遊記RELOAD BLAST 第2巻
- カラーレシピ2（老婦人、通行人女性1）

### 吹き替え

#### 映画
- アグリーズ
- ANON アノン（シャーリー、エレイン）
- アリバイ・ドット・コム カンヌの不倫旅行がヒャッハーな大騒動になった件（マルレーヌ〈ナタリー・バイ〉）
- クレイジー・グッド（キャリ〈アンバー・ライリー〉）
- クロール -凶暴領域-（TVレポ女、女コーチ）
- 劇場版 ドーラといっしょに大冒険（クリスティーナX）
- ザ・サイレンス 闇のハンター（洞窟女、電車母親）
- シャークネード ラスト・チェーンソー 4DX（スカイ〈ヴィヴィカ・A・フォックス〉）[16]
- 水滸伝 All Men Are Brothers
- スーサイド・ライブ（サラ）
- 好きだった君へのラブレター（エミリー〈ケルシー・マウェマ〉、ジョーン〈ジューン・R・ワイルド〉、ローズ）
- 好きだった君へ: P.S.まだ大好きです（エミリー〈ケルシー・マウェマ〉、ヘイヴン、シンディ）
- スノーマン 雪闇の殺人鬼（ベンディクセン）
- スローターハウス・ルールズ（ケイ〈イザベラ・ラフランド〉[17]）
- ダウンサイズ（BBCアナ、カルメン、科学者）
- チャイルド・プレイ（ウィリス）
- デス・リベンジ ラストミッション（アラベラ〈ラリトサ・パスカレーヴァ〉）
- 特殊部隊ウルフ・スクワッド（ゼイネップ）
- マグダラのマリア（レア〈シーラ・ハース〉）
- ミュータンツ 光と闇の能力者（ステラ・マーフィー〈クリスティン・ウッズ〉）

#### ドラマ
- iゾンビ シーズン5（ドーラ、カレン）
- ARROW/アロー シーズン7（レッドダート）
- ABC殺人事件（女）
- エクスパンス -巨獣めざめる-（メルバ）
- FBI: 特別捜査班
- FBI: Most Wanted 〜指名手配特捜班〜（ハナ・ギブソン〈ケイシャ・キャッスル＝ヒューズ〉[18]）
- 黄金の私の人生（ノ・ジニ、ユン・ハジョン 他）
- クープ & キャミ どっちがイイ?（フレッド〈アルバート・ツァイ〉）
- サバイバー: 宿命の大統領（エイミー）
- 女王ヴィクトリア 愛に生きる（使用人女、子守係）
- チーム・ケイリー パート3（ブラッドリー）
- ブルックリン・ナイン-ナイン シーズン7（ジョージーナ、ケイラ）
- BULL / ブル 法廷を操る男（グロリア・ホランド弁護士、ジェシカ）
- マリブ・レスキューチーム

#### アニメ
- カタツムリとくじら（大人カタツムリ3、少女矯正）
- ゴースト&モリー（リビー[19]）
- ゴースト・パトロール（ギャビの母）
- ドラゴン: レスキューライダーズ（アグロ）
- バービー:ライフ・イン・ザ・ドリームハウス（バービー〈ケイト・ヒギンズ〉、ステイシー）
- ビッグ・ヒーロー・シックス（サラ）
- ピンキー・マリンキー（ファン校長、ラージヘアガール）
- ベイマックス（サラ）
- ホワイト・ファング 〜アラスカの白い牙〜（ヴィチ）
- モンスター・ハイ（フランキー・シュタイン[3]〈ケイト・ヒギンズ〉、ラグーナ・ブルー〈ローラ・ベイリー〉）※Webアニメ版
- ラマ・ラマ（バァバ、ローランド・ライノー〈グラディ・エインズコフ〉）
- RINGING FATE（大家女）

#### その他
- 仰天!夢のツリーハウス（クリスティーナ、グレース）
- キラー・マイクのきわどいニュース（ヴィッキ、ションドレア、シータ、老人女性5 他）
- 殺人犯の視聴率（マルシア）
- ディファイアント・ワンズ:ドレー&ジミー（ジャネット・モーミル）
- バービーピンクのシューズ ダンスレッスン（メリッサ）

### その他コンテンツ
- クルマの安全な乗り方 教育ツール（ナレーション）
- 自動車工業会 安全運転講座（ナレーション）
- 新ディズニー英語システム（ワールドくん）

### シリーズ一覧
1. ↑  第1期（2020年）、第2期（2022年）、第4期（2025年）
2. ↑  第1クール（2023年）、第2クール（2023年）
3. ↑  『映画 おしりたんてい カレーなる じけん』（2019年）、
『映画 おしりたんてい スフーレ島のひみつ』（2021年）、
『映画おしりたんてい 夢のジャンボスイートポテトまつり』（2022年）